# Берини (Тимиш)
Берини (рум. Berini) насеље је у Румунији у округу Тимиш у општини Сакошу Турческ. Oпштина се налази на надморској висини од 105 m.

## Прошлост
Аустријски царски ревизор Ерлер је 1774. године констатовао да место "Перин" припада Брзавском округу, Чаковачког дистрикта. Становништво је било претежно влашко.
Када је 1797. године пописан православни клир у месту су била два свештеника, Поповића. Пароси, поп Јован (рукоп. 1788) и поп Стефан (1794) говорили су само румунским језиком.

## Становништво
Према подацима из 2002. године у насељу је живело 527 становника.

### Попис2002.
| Расподела становништва по националности 2002.‍ | Расподела становништва по националности 2002.‍ | Расподела становништва по националности 2002.‍ | Расподела становништва по националности 2002.‍ | Расподела становништва по националности 2002.‍ |
| --------------------------------------------- | --------------------------------------------- | --------------------------------------------- | --------------------------------------------- | --------------------------------------------- |
|                                               |                                               |                                               |                                               |                                               |
| Румуни                                        | Румуни                                        |                                               | 396                                           | 75,4%                                         |
| Роми                                          | Роми                                          |                                               | 129                                           | 24,6%                                         |